# Šilainiai
Šilainiai är en stadsdel i Kaunas i Litauen. Antalet invånare är 40 600.